# Jusuf Selimovic
Jusuf Selimovic (* 1. Juni 2002) ist ein österreichischer Basketballspieler der 3×3-U-21-Basketballnationalmannschaft sowie Spieler des Bundesligavereins Basket Flames Wien.

## Karriere
In den Jahren 2019 bis 2021 spielte Selimovic beim BC GGMT Vienna, mit dem unter anderem 2021 im Januar und Februar (Auftakt der Qualifikationsrunde der Bet-at-Home Basketball Superliga) bei dem Wien-Derby einen Sieg über die Vienna D.C. Timberwolves erzielte. Im Juli desselben Jahres wechselte Selimovic von BC GMT Vienna zu den Basket Flames Wien.
2022 war er als Kadermitglied des österreichischen 3×3-Basketball-U21-Nationalteams Teil der „3×3 Tour Austria“, einer Streetball-Basketballtour in Österreich. Bei diesem Turnier erreichte er mit seiner Mannschaft unter anderem in Gmünd einen Sieg. Im selben Jahr belegte das U21-Nationalteam bei der „FIBA 3×3 Nations League 2002 – U21 Europe – Stop 5“ in Bukarest, Rumänien den dritten Platz.
Seit 2023 ist Selimovic Mitglied in dem in diesem Jahr neu gegründeten 3×3-Basketballteam 3×3 Basketball Tulln. Stand 2023 ist Selimovic überdies Legionär in Sarajewo und Spieler des bosnischen Vereins KK Igman Burch.